# Кататонічна шизофренія
Кататонічна шизофренія (від дав.-гр. κατατείνω — напружувати) — форма шизофренії, яка характеризується психомоторними розладами. Рідкісна форма, зустрічається у 1—3 % хворих на шизофренію.

## Клінічні прояви
Типовими проявами цього захворювання є кататонічний ступор і кататонічне збудження. При кататонічному ступорі хворі можуть перебувати в одному положенні тіла годинами, днями або навіть тижнями, не реагуючи на зовнішній світ, навіть перебуваючи у фізично незручному положенні. Під час кататонічного ступору хворі можуть переживати бачення фантастичного змісту (онейроїдний синдром), у котрих є головними героями. Спілкування з хворими під час ступору майже завжди неможливе.
Воскова гнучкість може проявлятися у так званому синдромі «повітряної подушки» («симптом психічної подушки» за Дюпре): якщо підняти голову лежачого хворого, він залишається у тому ж положенні, як би лежачи на подушці.
Зустрічається негативізм — немотивований спротив будь-яким зовнішнім діям, будь то слова або дії іншої людини. Існує три види негативізму: пасивний, активний і парадоксальний. При пасивному негативізмі хворий ігнорує звернення до нього, а при спробі переодягнути або нагодувати проявляє супротив. При активному негативізмі при проханні що-небудь зробити виконує інші дії, а при парадоксальному — протилежні.
Хворий може не проявляти спротив будь-яким змінам його тіла ззовні — це симптом пасивної підпорядкованості; іншою ознакою підпорядкованості може бути каталепсія.
Також зустрічається мутизм, відсутність мовлення при повному фізичному збереженні мовного апарату. Симптом Павлова — коли хворий відповідає тільки на звернення до нього пошепки. Звернення у повний голос при цьому повністю ігнорується.

## Терапія
При кататонічному ступорі використовують транквілізатори (внутрішньовенно в зростаючих дозах), дроперидол, оксибутират натрію й ноотропні препарати, а при кататонічному збудженні нейролептики (аміназин, галоперидол, левомепромазин):.

## Кататонічний синдром
Це психопатологічний синдром (група синдромів), основним клінічним проявом якого є рухові розлади. Вперше кататонію як самостійне психічне захворювання описав Кальбаум (1874), згодом Еміль Крепелін і Ойген Блейлер віднесли її до шизофренії. У структурі кататонічного синдрому виділяють кататонічне збудження й кататонічний ступор.
Стає все дедалі очевидним, що шизофренія являє собою тільки одну, далеко не саму часту причину кататонічного синдрому. До інших причин кататонії відносять афективні та деякі інші психічні розлади, соматичні і неврологічні захворювання, прийом деяких ліків і деяких наркотиків.
Значно понад частішою причиною, ніж шизофренія, є афективні розлади (депресія і манія).